# Joe Certa
Joe Certa (* 1919; † 1986) war ein US-amerikanischer Comiczeichner.

## Leben und Arbeit
Certa wurde in den frühen 1940er Jahren an der Art Students League zum professionellen Comiczeichner ausgebildet. Mitte der 1940er Jahre begann er als Zeichner für Verlage zu arbeiten, die sich auf humoristische Comics spezialisiert hatten. Für Lev Gleason zeichnete er diverse Crime-Comicserien, für Magazine Enterprises gestaltete er die Serien Dan'l Boone und The Durango Kid, für Fawcett Comics setzte er einige Hefte der Serie Captain Marvel Jr. ins Bild und für Harvey Comics arbeitete er an zahllosen Comics, die Liebes- und Mysterygeschichten zum Inhalt hatten.
In den 1950er und 1960er Jahren war Certa für den Verlag DC-Comics tätig. Für diesen zeichnete er Geschichten zu den Reihen Captain Compass, Gang Busters und Martian Manhunter (J'onn J'onzz). Die Hauptfigur der zuletztgenannten Reihe, den Marsianer John Jones, alias J'onn J'onzz, der mit phantastischen Superkräften ausgestattet auf der Erde als Privatdetektiv lebt, hatte Certa dabei mitentwickelt.
In den 1960er und 1970er Jahren verlegte Certa sich auf das Zeichnen von Mystery- und Geistergeschichten für den Verlag Dell Comics. Darüber hinaus gestaltete Certa einige Zeitungscomicstrips wie Straight Arrow.